# Стальные пещеры
«Стальные пещеры» (англ. The Caves of Steel) — детективно-фантастический роман Айзека Азимова, посвящённый приключениям землянина Элайджа (в другом варианте перевода — Илайджа) Бейли и робота космонитов Дэниела Оливо.
Впервые опубликован в журнале «Galaxy Magazine» в 1953 году, в 1954 году выпущен издательством «Doubleday» в виде отдельной книги.
На русский язык впервые переведён в 1969 году Ф. А. Розенталем и вошёл в состав сборника издательства «Детская литература», куда также вошли цикл «Я, робот» и роман Артура Кларка «Лунная пыль».

## Сюжет
Действие романа происходит в далёком будущем на Земле в городе-потомке современного Нью-Йорка. Земляне вынуждены жить в гигантских городах-миллионерах, в которых вместо домов были огромные жилые секторы на сто тысяч квартир каждый, полуподземные и без окон. Люди используют атомную энергию и питаются пищей, производимой дрожжевыми грибками. Ими правит Всеземное Правительство и правительства городов.
Рядом с Нью-Йорком находится Космотаун — специальное место, где живут космониты — жители 50 планет, в далёком прошлом колонизированных людьми. У себя на планетах космониты из-за совместного проживания с роботами добились превосходства в технологии и использовании свободных ресурсов и в случае конфликтов с землянами способны вытребовать большую компенсацию. В последние годы под их влиянием в городах происходит замена рабочих роботами, что создаёт большое количество недовольных рабочих. Значительная их часть поддерживает движение медиевистов, выступающее за разрыв контактов с космонитами и возвращение из городов к жизни на природе.
Роботехники космонитов Хэн Фастольф и Родж Наменну (в некоторых переводах — Рой Немменти) Сартон занимались проблемой конструирования человекоподобных роботов. Сартоном был создан Р. Дэниел Оливо, чья внешность являлась точным повторением облика самого Сартона. Завязка сюжета — убийство Сартона в собственном доме в Космотауне с помощью бластера. Во избежание скандала, полиции Нью-Йорка пришлось выделить для расследования своего сотрудника Элайджа Бейли. Со своей стороны, космониты ему в напарники выделяют Р. Дэниела Оливо.
Первой версией Бейли является то, что никакого Дэниела Оливо нет, а «якобы Оливо» и есть вполне живой доктор Сартон. Он предъявляет эту версию космонитам, в ответ на что Дэниел вскрывает свою руку и демонстрирует техническую «начинку».
Вторая версия — Дэниел соучаствовал в убийстве, и пронёс бластер в своем пищевом мешке, который служит для «эмуляции» им процесса употребления человеческой еды в пищу. Однако приглашённый детективом лучший роботехник Земли после беседы с Дэниелом заявляет, что его мозг сделан на основе Первого Закона («робот не может причинить вреда человеку»), и, таким образом, Дэниел не мог быть соучастником.
При разговоре с Фастольфом тот объясняет Бейли, что космониты создают класс недовольных людей намеренно. Космониты живут долго (до четырёхсот лет; сам Фастольф выглядит молодо, хотя ему 160), их планеты очень комфортабельны, и поэтому им тяжело их оставлять. Как результат вот уже несколько веков как ни одна новая планета не была заселена людьми. Они с Сартоном рассчитывали, что безработные попытают счастья на других мирах, но страдающие агорафобией земляне этого не делают. Дэниел был создан для того, чтобы собирать информацию для выяснения причин этого. Сами космониты на это неспособны; атрофированные иммунные системы не позволяют им долго пребывать в земных Городах.
Бейли выясняет, что медиевисты (в их кружок входила и его жена Джезебел/Иезавель, сразу невзлюбившая Дэниела) знали о том, что Дэниел Оливо — робот, несмотря на секретность этой информации и практическую невозможность распознать в нём робота — даже вышеупомянутый роботехник сперва принял Оливо за человека. В конце концов выясняется, что полицейский комиссар Эндерби, его начальник, также был медиевистом и пытался уничтожить Дэниела. Однако нечаянно разбив очки, Эндерби ошибся и выстрелил в самого Сартона, открывшего ему дверь. На снимке места преступления чётко видны осколки стекла, оптически идентичные новым очкам комиссара.
Бейли обвиняет Эндерби в убийстве, однако не выдаёт его властям. Фактически шантажируя его, Бейли требует от комиссара направить свой авторитет в медиевистском движении на продвижение идеи колонизации новых планет.
В романе важное место отводится библейским сказаниям о Иезавели и о Христе и грешнице.

## Персонажи
- Элайдж Бейли — инспектор полиции
- Р. Дэниел Оливо — человекоподобный робот космонитов
- Джулиус Эндерби — комиссар полиции
- Джезебел Бейли — жена Элайджа

## Другие романы цикла
Приключениям Элайджа Бейли и робота Дэниела Оливо также посвящены романы:
- «Обнажённое солнце» (англ. The Naked Sun, 1957);
- «Роботы зари» / The Robots of Dawn (1983),
- «Роботы и Империя» / Robots and Empire (1985) и
- рассказ «Зеркальное отражение» / Mirror Image (1972).